# Frank Tsadjout
Frank Tsadjout (Perugia, 28 luglio 1999) è un calciatore italiano, attaccante della Cremonese.

## Caratteristiche tecniche
È un centravanti che si distingue per le sue buone doti tecniche, il suo fisico possente e la sua correttezza.

## Carriera
Nato a Perugia da genitori di origine camerunense, Tsadjout si stabilisce poi con la famiglia a Cassina de' Pecchi, comune in provincia di Milano, dove inizia a giocare prima di passare, nel 2015, alle giovanili del Milan, in cui gioca fino al 2019.
Il 29 agosto 2019, Tsadjout viene ceduto in prestito ai belgi del Charleroi, militanti nella massima serie nazionale. Dopo aver debuttato fra i professionisti il 4 ottobre 2019, entrando nei minuti finali della partita contro l'Anderlecht (persa per 1-2), il 27 dicembre seguente l'attaccante segna il suo primo gol, chiudendo sul 5-0 l'incontro vinto con l'Ostenda. In tutto, totalizza tredici presenze e una rete.
Il 18 settembre 2020, si unisce sempre in prestito al Cittadella, in Serie B. Mette a segno il suo primo gol il 4 ottobre seguente, nella vittoria contro il Brescia (3-0). Conclude la stagione con 27 presenze e tre gol.
Il 14 luglio 2021, Tsadjout viene ceduto in prestito al Pordenone, di nuovo in Serie B. Dopo aver realizzato una rete in sedici presenze con i ramarri, il 5 gennaio 2022 l'attaccante rientra al Milan, che il giorno stesso lo cede a titolo temporaneo all'Ascoli.
Il 6 maggio successivo, segna la sua prima tripletta in carriera, guidando la formazione marchigiana alla vittoria per 4-1 sulla Ternana. Con l'Ascoli, l'attaccante partecipa anche ai play-off per la promozione in Serie A, in cui però i bianconeri vengono eliminati al primo turno dal Benevento.
Il 15 luglio 2022, Tsadjout si trasferisce a titolo definitivo alla Cremonese, neopromossa in Serie A. Con i grigiorossi riesce ad esordire in massima serie il 22 agosto, subentrando al 78' a David Okereke nella trasferta in casa della Roma. Il 20 febbraio 2023 segna la sua prima rete in serie A, nel pareggio per 2-2 in casa del Torino.
Il 30 agosto 2024 viene ceduto in prestito al Frosinone.

## Statistiche

### Presenze e reti nei club
Statistiche aggiornate al 25 aprile 2025.
| Stagione         | Squadra          | Campionato       | Campionato | Campionato | Coppe nazionali | Coppe nazionali | Coppe nazionali | Coppe continentali | Coppe continentali | Coppe continentali | Altre coppe | Altre coppe | Altre coppe | Totale | Totale |
| Stagione         | Squadra          | Comp             | Pres       | Reti       | Comp            | Pres            | Reti            | Comp               | Pres               | Reti               | Comp        | Pres        | Reti        | Pres   | Reti   |
| ---------------- | ---------------- | ---------------- | ---------- | ---------- | --------------- | --------------- | --------------- | ------------------ | ------------------ | ------------------ | ----------- | ----------- | ----------- | ------ | ------ |
| 2017-2018        | Milan            | A                | 0          | 0          | CI              | -               | -               | UEL                | -                  | -                  | -           | -           | -           | 0      | 0      |
| 2018-2019        | Milan            | A                | 0          | 0          | CI              | 0               | 0               | UEL                | -                  | -                  | SI          | -           | -           | 0      | 0      |
| Totale Milan     | Totale Milan     | Totale Milan     | 0          | 0          |                 | 0               | 0               |                    | 0                  | 0                  |             | 0           | 0           | 0      | 0      |
| 2019-2020        | Charleroi        | D1               | 10         | 1          | CB              | -               | -               | -                  | -                  | -                  | -           | -           | -           | 10     | 1      |
| lug.-set. 2020   | Charleroi        | D1               | 3          | 0          | CB              | -               | -               | -                  | -                  | -                  | -           | -           | -           | 3      | 0      |
| Totale Charleroi | Totale Charleroi | Totale Charleroi | 13         | 1          |                 | 0               | 0               |                    | -                  | -                  |             | -           | -           | 13     | 1      |
| set. 2020-2021   | Cittadella       | B                | 27+5       | 3+0        | CI              | 1               | 0               | -                  | -                  | -                  | -           | -           | -           | 33     | 3      |
| 2021-gen. 2022   | Pordenone        | B                | 15         | 1          | CI              | 1               | 0               | -                  | -                  | -                  | -           | -           | -           | 16     | 1      |
| gen.-giu. 2022   | Ascoli           | B                | 16+1       | 4+0        | CI              | -               | -               | -                  | -                  | -                  | -           | -           | -           | 17     | 4      |
| 2022-2023        | Cremonese        | A                | 20         | 3          | CI              | 5               | 0               | -                  | -                  | -                  | -           | -           | -           | 25     | 3      |
| 2023-2024        | Cremonese        | B                | 22+3       | 1+1        | CI              | 3               | 1               | -                  | -                  | -                  | -           | -           | -           | 28     | 3      |
| lug.-ago. 2024   | Cremonese        | B                | 2          | 0          | CI              | 1               | 0               | -                  | -                  | -                  | -           | -           | -           | 3      | 0      |
| Totale Cremonese | Totale Cremonese | Totale Cremonese | 44+3       | 4+1        |                 | 9               | 1               |                    | -                  | -                  |             | -           | -           | 56     | 6      |
| 2024-2025        | Frosinone        | B                | 15         | 0          | CI              | -               | -               | -                  | -                  | -                  | -           | -           | -           | 15     | 0      |
| Totale carriera  | Totale carriera  | Totale carriera  | 130+9      | 13+1       |                 | 11              | 1               |                    | 0                  | 0                  |             | 0           | 0           | 150    | 15     |

## Palmarès

### Club

#### Competizioni giovanili
- Trofeo Dossena: 1

Milan: 2016